# هجوم كابتن ثابت
هجوم كابتن ثابت أو الكابتن ثابت مسلسل أنيمي ياباني من تأليف يو تيراشيما، يتكون من 39 حلقة بدا عرضة في 4 مارس 1994 واستمر حتى 26 ديسمبر 1994.

## قصة المسلسل
يتحدث هذا المسلسل عن شخص يدعى ثابت يحب لعب الكرة وكان يلعب في البرازيل، إلا إن شجاراً نشب بينه وبين كارلوس ابن النادي، فطرد من النادي ومنع من الدخول في النوادي الأخرى، فاضطر للعودة إلى اليابان ليلعب هناك مع فريق شيميزو (شباب العاصمة)

## الشخصيات
- تاتسومورا هيكاري (باليابانية: 龍村光) / ثابت منصور

مؤدي الصوت: عادل أبو حسون
- مياموتو تاكويا (باليابانية: 宮本拓也) / رائد حسان

مؤدي الصوت: مروان فرحات
- تيرابواشي شوتارو (باليابانية: 寺林翔太郎) / جمال سرحان

مؤدي الصوت: قاسم ملحو ← تيسير العاتقي
- اسوكاي تاكيشي (باليابانية: 飛鳥井剛志) / طارق سرحان
- مياموتو كاوري (باليابانية: 宮本薫) / خلود حسان
- ياناغي (باليابانية: 柳) / أسامة

مؤدي الصوت: منصور عبد الرحمن
- اوياما دايسكي (باليابانية: 大山大輔) / وليد أسعد
- امانو (باليابانية: 天野) / هشام
- المدرب نونومورا (باليابانية: 野々村コーチ) / المدرب جلال

مؤدي الصوت: محمد خرماشو
- برهان

مؤدي الصوت: آمنة عمر

## الممثلون
- عادل أبو حسون - ثابت
- مروان فرحات
- ميادة درويش
- أيمن السالك
- يحيى الكفري
- محمد خرماشو - المدرب جلال، والد عماد
- محمد خير أبو حسون
- محمد مصطفى
- منصور عبد الرحمن - أسامة
- كمال البني
- آمنة عمر
- رائفة أحمد
- قاسم ملحو
- رأفت بازو
- تيسير العاتقي
- وليد الدبس - والد ثابت
- محمد عارف السعيد

## طاقم العمل

### النسخة العربية
- الإعداد: رضوان حجازي
- المراجعة والتدقيق اللغوي ← التدقيق اللغوي: أحمد نتوف
- الترجمة: جالا مارديني (غير مدرج)
- هندسة الصوت ← الصوت: محمد حسان بكر، غسان السمان
- المونتاج: سامر أبو حمد
- المكساج: محمد حسان بكر
- الإشراف الهندسي: عامر شوكة
- الكتابة الإلكترونية: م.فادي شلبي
- أغنية الشارة: طارق العربي طرقان
- التترات: زياد تقي
- المتابعة المالية: أسامة حاج محمد، يوسف نجاتي
- متابعة الإنتاج: بلال شرتوح، محمد حسان مهنا (مدرجة باسم حسان مهنا)
- جميع الحقوق محفوظة: YOUNG FUTURE
  - الإدارة: فايز الصباغ
- إنتاج وتوزيع: Animation International (ماهر الحاج ويس)
- الإشراف العام: مناع حجازي
- تنفيذ الدوبلاج: مركز الزهرة للإنتاج و التوزيع الفني ← مركز الزهرة
دمشق ص.ب 31044
- الإشراف الفني: مأمون الرفاعي